# Arvieu
Arvieu é uma comuna francesa na região administrativa de Occitânia, no departamento de Aveyron. Estende-se por uma área de 46,91 km². Em 2010 a comuna tinha 810 habitantes (densidade: 17,3 hab./km²).